# Die Deutsche Wochenschau
Die Deutsche Wochenschau ("Німецький щотижневий огляд") -  пропагандистський кіножурнал часів Другої світової війни, що випускався  у Німеччині з  червня 1940 до березня 1945. Є наступником кіножурналів Deulig-Woche, Deulig-Ton-woche, Bavaria-Wochenschau, UfA-Ton-woche.  Перше число Die Deutsche Wochenschau вийшло 20  червня 1940 і за нумерацією продовжило UfA-Ton-woche (з № 511). Останній випуск датований 22 березня 1945 р. (№ 755).
Кіножурнал демонструвався в кінотеатрах перед переглядом кінофільмів в обов'язковому порядку (зазвичай йому передував «культурний фільм» - коротка розважальна кінопрограма). Щотижня розсилалися до 2000 копій, плюс копії на іноземних мовах для союзників, нейтральних країн, окупованих територій і таборів військовополонених.
Окрім Die Deutsche Wochenschau  у 1940 - 1945 роках у Німеччині демонструвались також кіножурнали Tobis Wochenschau, Degeto-Weltspiegel, UfA-Auslandstonwoche, Descheg-Monatsschau, UfA-Europawoche, Panorama-Monatsschau (в кольорі).
Хоча кіножурнали Die Deutsche Wochenschau збереглися не повністю, вони залишаються найвагомішою частиною кінохроніки часів Третього Рейху.